# 中華民國常駐世界貿易組織代表團

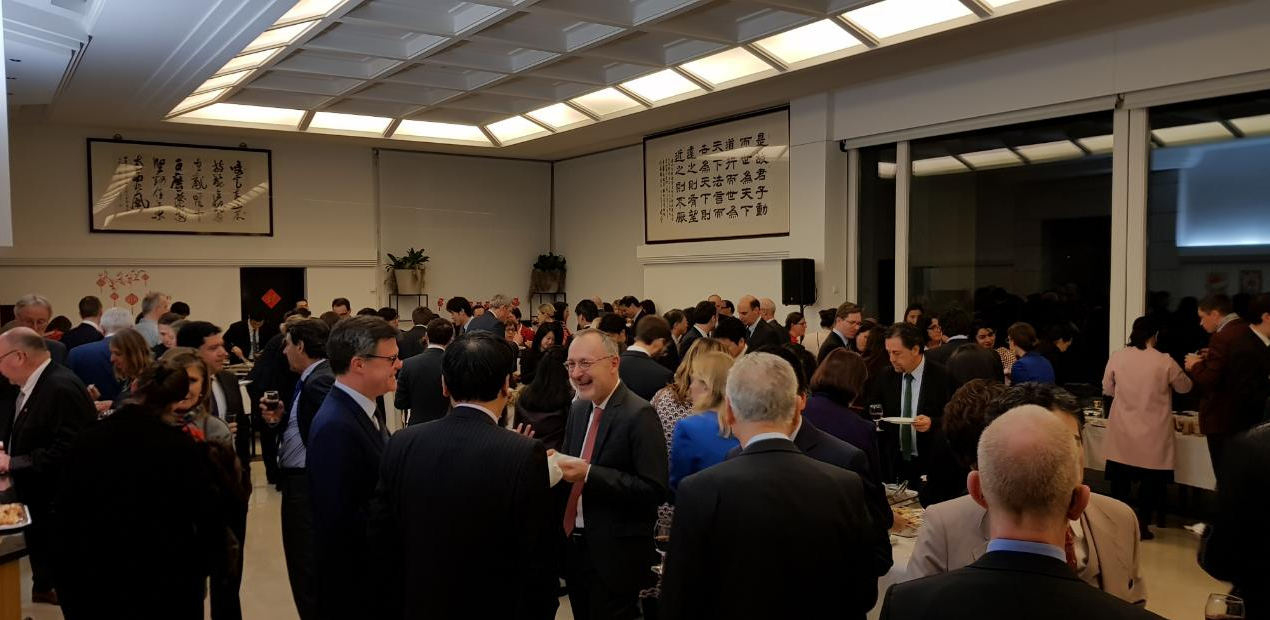
代表團內部空間，2019年2月。

中華民國常駐世界貿易組織代表團（英語：Permanent Mission of the Separate Customs Territory of Taiwan, Penghu, Kinmen and Matsu to the World Trade Organization）是中華民國派駐世界貿易組織（WTO）的代表机构，駐於WTO所在地日內瓦。
代表團負責參與WTO相關會議和重要議題的談判，來爭取產業空間以及利益，並與各會員代表團密切聯繫，瞭解各方對WTO議題之態度，以協助國內相關部會研擬政府的立場。同時參與由WTO會員所組成的次級團體和擔任WTO相關職務，提升中華民國能見度。
領務相關事宜則是由駐日內瓦辦事處或駐瑞士代表處負責處理，並非由代表團處理。

## 歷史
1990年1月1日，依據《關稅暨貿易總協定》（GATT）第33條規定，中華民國以在對外貿易關係上具自主地位的「臺灣、澎湖、金門及馬祖個別關稅領域」名義，向GATT秘書處提出入會申請。
2002年1月1日，臺澎金馬個別關稅領域成為WTO第144個成員經濟體。
2002年3月，第一任常任代表顏慶章大使至WTO秘書處遞交到任書，由秘書長迈克尔·穆尔代表接受。中華民國常駐世界貿易組織代表團正式成立 。
2013年4月，代表團遷至新址。

## 組織架構
代表團配置常任代表、副常任代表、參事及秘書共15人，原所屬單位包括外交部、經濟部、財政部及農業部，另有法律顧問、英文編譯及瑞士當地雇員若干人。

## 歷任常任代表
| 姓名   | 圖像 | 任期                      | 備註                                                                   |
| ------ | ---- | ------------------------- | ---------------------------------------------------------------------- |
| 顏慶章 |      | 2002年3月－2005年5月      |                                                                        |
| 林義夫 |      | 2005年5月－2012年12月     |                                                                        |
| 賴幸媛 |      | 2012年12月－2016年10月    |                                                                        |
| 朱敬一 |      | 2016年10月－2019年8月31日 | 2019年8月31日自請退休生效， 先後由副常任代表連玉蘋、趙光訓、林良蓉代理 |
| 羅昌發 |      | 2020年9月－2025年7月      |                                                                        |
| 黃昭元 |      | 2025年7月－現任           |                                                                        |

## 外部連結
- 中華民國常駐世界貿易組織代表團 （页面存档备份，存于）
- 臺灣、澎湖、金門及馬祖個別關稅領域（中華台北 )和WTO （页面存档备份，存于）